# Zentrales Organ der Staatsmacht
Ein Zentrales Organ der Staatsmacht war in der Deutschen Demokratischen Republik (DDR) eine Einrichtung, deren sachliche, personelle und funktionelle Kompetenz sich auf das gesamte Staatsterritorium erstreckte. 
Die wichtigsten zentralen Organe der DDR waren:
- die Volkskammer

- der Ministerrat

- der Nationale Verteidigungsrat

- das Oberste Gericht der DDR

- der Generalstaatsanwalt der DDR

Zu den Zentralen Organen der Staatsmacht gehörten im Weiteren die Organe des Ministerrats:
- die Ministerien

- die Staatliche Plankommission

- die Staatssekretariate

- zentrale Ämter u. a.

Entsprechend der herrschenden Doktrin der Staatsherrschaft in der DDR (d. h. dem demokratischen Zentralismus) waren die Örtlichen Organe der Staatsmacht an die Entscheidungen der zentralen Organe in Form von deren gesetzlichen Bestimmungen gebunden.